# 会衆制
会衆制（かいしゅうせい）はキリスト教の教会政治の分類の1つであり、教役者と一般信徒の区別なく平等な信徒集団（会衆）として所属教会の運営を行う制度のこと。会衆制をとる教派の教会は個々に完全に独立しており、所属する教会員による総会によって運営方針が決まり、総会を超える権威を認めない。しばしば直接民主主義と説明される。
歴史的にはイングランドのピューリタンから生じた教派であり、分離派や独立派とも呼ばれた。代表例として会衆派教会（組合教会）やバプテスト教会がある。一方、クエーカー派のような教会組織自体を否定する教派は含めない。
宗教改革において重視された万人祭司の発想を、現実の教会運営においても実践しようとしたものであり、神は民を普遍的な教会及び各個教会の頭であるキリストを通して直接的に統治すると考える。

## バプテスト教会の起源と会衆制
イギリスのバプテストは信仰と行為の最高権威は英国国教会ではなく聖書であると主張し、国家と英国国教会から迫害を受け、独立して神を礼拝するグループとしての伝統を確立した。アメリカにおいても、自由のイメージはあるが、監督制、長老制といった他の教会の伝統もアメリカ新世界には存在しており、また国家によって教会が支援され、それと同時に干渉もあった。ロジャー・ウィリアムスやジョン・クラークといったバプテストの先人たちは政府による支援と干渉を否定し、それがアメリカ合衆国憲法における信教の自由につながっていった。

## 会衆制の神学的根拠
聖書は信仰と日常生活に関する最高の権威であり、新約聖書においては使徒言行録17章11節、テモテへの手紙二3章16節、ペトロの手紙二1章21節では新約聖書時代において旧約聖書を最高権威とする記述がある。
新約聖書が正典化され、使徒教父たちが著作を積み重ねていったが、カトリック教会は個人が聖書を読み、解釈するのではなく使徒教父の著作、教会会議の決定、ローマ法王の教条といったものに権威を置くようにしており、宗教改革まで会衆が自分で聖書を読むことがない時代が続いた。しかしルターが一人ひとりの人間が神の前に立ち、イエス・キリストの信仰によって恵みによる救いを受けるべく応答し、隣人の救いに責任を持つ万人祭司の概念を提唱し、信徒と牧師の区別は身分ではなく機能によるものであるとした。この万人祭司の当然の帰結として各個教会における自律性を持ち、牧師、執事、教会内のあるグループなどが教会の組織を勝手に動かしたり支配したりして民主制を否定する行動は取らないのが原則である。
しかし会衆制にも危機が訪れる場合があり、国家からの干渉に抵抗しきれず従わされ、戦争や差別に加担することや教権主義的人物により民主的な教会運営が難しくなり、万人祭司の原則が危機にさらされることがある。自由を守るために万人祭司や会衆制、各個教会主義の意義を確認しつつ自由を守り続ける必要がある。

## 会衆制の運営
各個教会では、キリストによって牧会と宣教とを委任された会衆一同によって総会が組織され、総会が各個教会の教会政治に関する、すべての最終的な決定権を持っている。そのため、役員会（執事会）は、あくまでも総会の上にあるわけではなく、総会から委託された機関なので、勿論役員会の議決であろうとも総会で覆ることはある。牧師などの教職の招聘、教会役員（執事）などの選任などの事項も、総会での議決によって決定される。牧師や執事は、あくまでもその仕事をする一信徒であるという考えに基いている。古くは、牧師の按手をも、会衆一同により選出されたという信仰的権限をもって、教会役員（執事）の手で執り行われることがあった。
このような制度故に組合制とも称される。この制度を採る教派には、会衆派教会（独立派）・バプテスト教会など各個教会の独立と自治を重視するものが多い。